# Psalmen 152–155
Die Psalmen 152–155 sind außerkanonische Psalmen, die in der syrischen Peschitta überliefert sind. Zwei von ihnen (Ps 154 und 155) finden sich auch in der großen Psalmenrolle vom Toten Meer in hebräischer Sprache. Zusammen mit Psalm 151 bilden sie die so genannten „fünf apokryphen Psalmen“.

## Psalm 152
Titel: „Von David, als er mit dem Löwen und dem Wolf kämpfte, der ein Schaf aus seiner Herde stahl“. Dieser Text überlebte nur in der Peschitta. Er war möglicherweise ursprünglich auf Hebräisch verfasst worden. Wahrscheinlich wurde er in Israel in hellenistischer Zeit geschrieben. Er ist in nicht-rabbinischem Stil gehalten.

## Psalm 153
Titel: „Von David, als er Gott dankte, der ihm rettete vor dem Löwen und dem Wolf, und er erschlug sie beide.“ Entstehung und Herkunft des Dankliedes sind wie bei Psalm 152 zu bestimmen.

## Psalm 154
Der Psalm ist in der syrischen Peschitta und in der großen Psalmenrolle 11Q5 überliefert. Hauptthema ist die Aufforderung, „sich dem Guten und Vollkommenen anzuschließen, um so den Allerhöchsten zu verherrlichen“. Der Psalm enthält einen Hinweis auf Gemeinschaftmähler, wie sie für die Essener typisch waren: „Und bei ihrem Essen soll Sättigung in der Wahrheit sein, wie auch bei ihrem Trinken, wenn sie es gemeinsam tun“.

## Psalm 155
Der Psalm ist in der syrischen Peschitta und in der großen Psalmrolle überliefert. Thematisch ist eine große Ähnlichkeit mit Psalm 22 festzustellen. Mangels Besonderheiten können weder Entstehungszeit noch -ort angegeben werden.